# Felice Gimondi

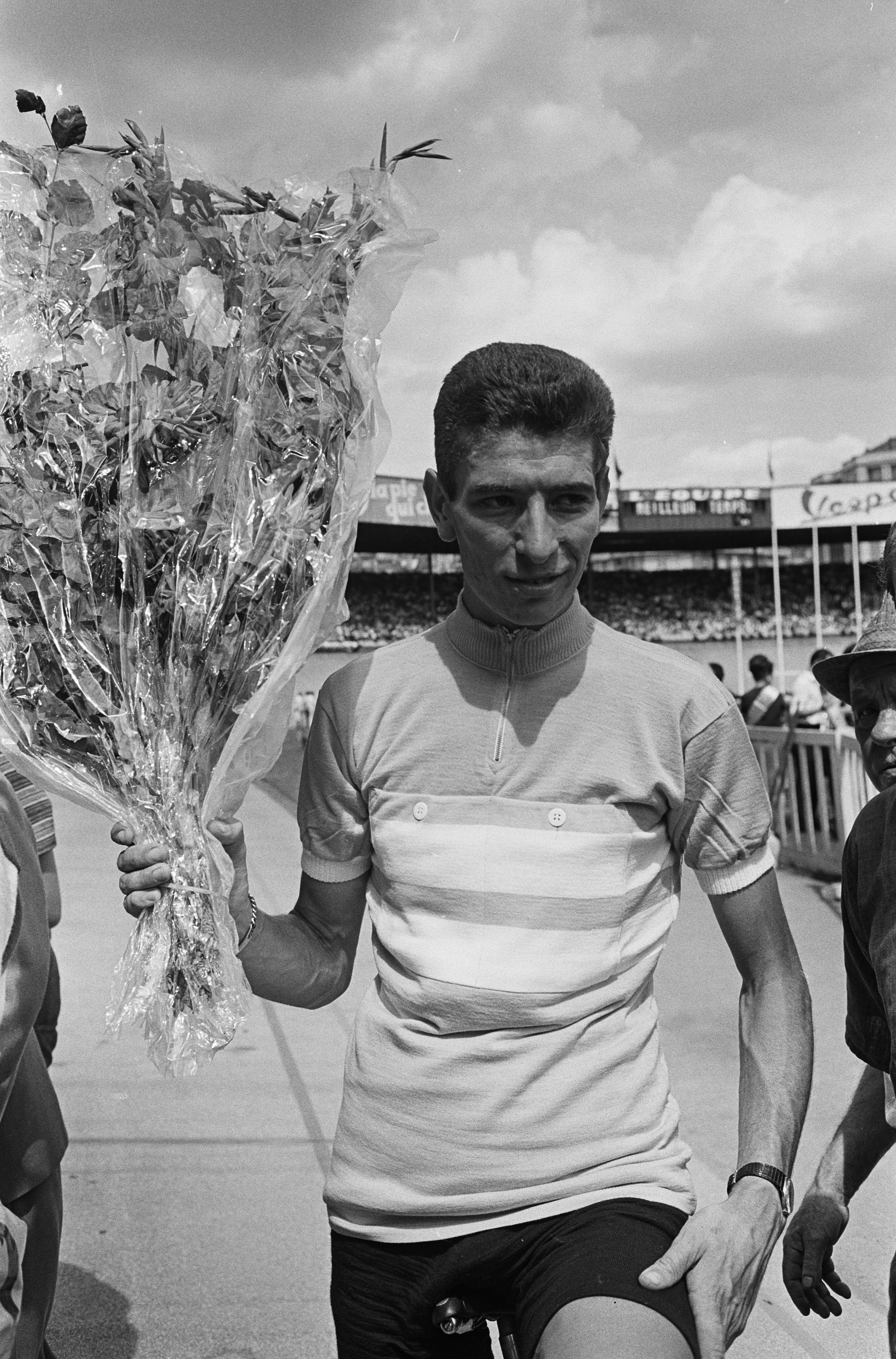
Gimondi als Sieger der Tour de l’Avenir 1964

Felice Gimondi (* 29. September 1942 in Sedrina, Provinz Bergamo; † 16. August 2019 in Giardini-Naxos) war ein italienischer Radrennfahrer. Er gewann als einer von nur sieben Radprofis mit der Tour de France, dem Giro d’Italia und der Vuelta a España alle Grand Tours.

## Biografie

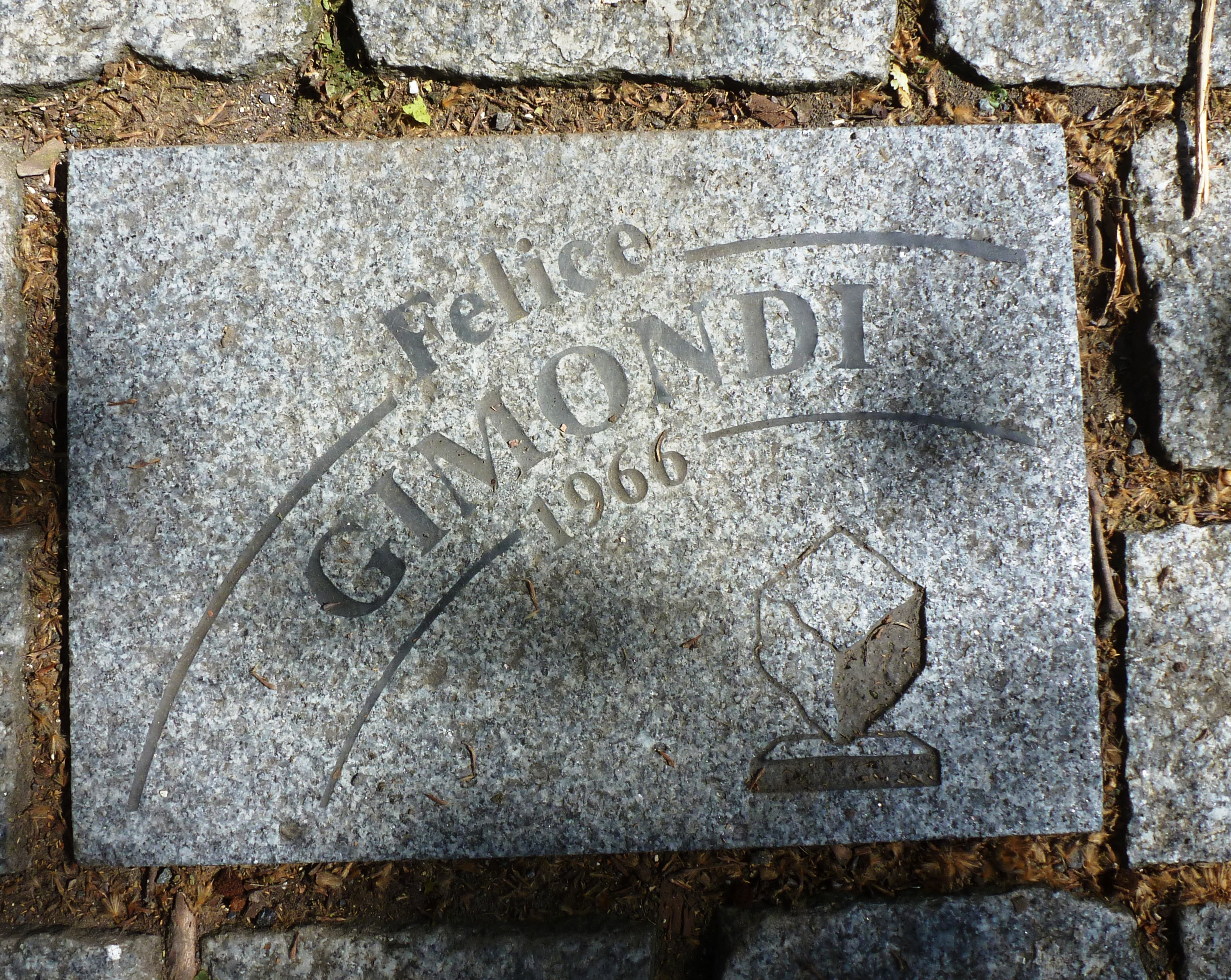
Ehrenpflasterstein für Gimondi in Roubaix

1964 war er Teilnehmer der Olympischen Sommerspiele in Tokio. Im olympischen Straßenrennen kam er auf den 33. Platz.
Nachdem er als Amateur schon die Tour de l’Avenir gewonnen hatte, konnte der 22-jährige Felice Gimondi 1965 in seinem ersten Profijahr sensationell die Tour de France gewinnen. Nach seinem Sieg dauerte es 33 Jahre, bis mit Marco Pantani wieder ein Italiener die Tour gewann. Zwei Jahre später holte sich Gimondi den ersten von drei Gesamtsiegen beim Giro d’Italia 1967, 1969 und 1976.
Mit dem Sieg bei der Spanienrundfahrt 1968 hatte er innerhalb von drei Jahren die drei bedeutendsten Landesrundfahrten der Welt gewonnen – eine Leistung, die außer ihm nur die beiden Franzosen Jacques Anquetil und Bernard Hinault, der Belgier Eddy Merckx, der Spanier Alberto Contador, der Brite Chris Froome sowie sein Landsmann Vincenzo Nibali erreichten.
Gimondi gewann zahlreiche Klassiker, so 1966 Paris–Roubaix, 1966 und 1973 die Lombardei-Rundfahrt sowie 1974 Mailand–Sanremo. 1973 holte er sich den Titel bei der Straßen-Weltmeisterschaft in Barcelona, nachdem er 1971 schon Zweiter und 1970 Dritter geworden war. Besondere Stärke bewies er im Einzelzeitfahren. So gewann er den Grand Prix Forlì fünfmal, sooft wie kein anderer Fahrer.
Bei der Tour de France 1975 erhielt Gimondi nach einer positiven Dopingprobe eine zehnminütige Zeitstrafe.
Gimondi konnte im Verlauf seiner Karriere 1972 und 1977 auch das Sechstagerennen von Mailand gewinnen.
1979 beendete Felice Gimondi seine sportliche Laufbahn. In den späten 1980er Jahren arbeitete er als Sportdirektor für das Team Gewiss und war Präsident von Mercatone Uno. Zudem war er für den Fahrradproduzenten Bianchi tätig sowie Mitglied des ProTour Council der UCI.
Am 16. August 2019 erlitt Gimondi während eines Badeurlaubs einen tödlichen Herzstillstand. Die Trauerfeier fand an seinem Wohnort Paladina statt. Nach der Einäscherung auf dem Cimitero monumentale di Bergamo wurde die Urne den Angehörigen übergeben.

## Erfolge (Auswahl)
1964
- Gesamtwertung und eine Etappe Tour de l’Avenir

1965
- Gesamtwertung und drei Etappen Tour de France

1966
- Paris–Roubaix
- Paris–Brüssel
- eine Etappe Tour de Romandie
- eine Etappe Giro d’Italia
- Coppa Agostoni
- Giro di Lombardia
- Coppa Placci
- Corsa Coppi

1967
- Gesamtwertung und eine Etappe Giro d’Italia
- zwei Etappen Tour de France
- Giro del Lazio
- Grand Prix des Nations
- Gran Premio di Lugano

1968
- Gesamtwertung und zwei Etappen Vuelta a España
- eine Etappe Giro d’Italia
- Italienischer Meister – Straßenrennen
- Grand Prix des Nations
- Trofeo Baracchi mit Jacques Anquetil

1969
- Gesamtwertung Tour de Romandie
- Gesamtwertung Giro d’Italia
- eine Etappe Tour de France

1970
- Trofeo Matteotti
- eine Etappe Tour de Suisse
- eine Etappe Tirreno–Adriatico

1971
- Prolog Tour de Romandie
- zwei Etappen Giro d’Italia
- Giro del Piemonte

1972
- Italienischer Meister – Straßenrennen
- Gesamtwertung und eine Etappe Katalonien-Rundfahrt
- Gran Premio di Lugano

1973
- zwei Etappen Giro d’Italia
- Coppa Bernocchi
- Weltmeister – Straßenrennen
- Giro del Piemonte
- Giro di Lombardia
- Trofeo Baracchi mit Martín Emilio Rodríguez

1974
- Mailand–Sanremo
- Coppa Agostoni

1975
- eine Etappe Tour de France

1976
- Gesamtwertung und eine Etappe Giro d’Italia
- Paris–Brüssel

## Wichtige Platzierungen
| Grand Tour            | 1965 | 1966 | 1967 | 1968 | 1969 | 1970 | 1971 | 1972 | 1973 | 1974 | 1975 | 1976 | 1977 | 1978 |
| --------------------- | ---- | ---- | ---- | ---- | ---- | ---- | ---- | ---- | ---- | ---- | ---- | ---- | ---- | ---- |
| Vuelta a EspañaVuelta | –    | –    | –    | 1    | –    | –    | –    | –    | –    | –    | –    | –    | –    | –    |
| Giro d’ItaliaGiro     | 3    | 5    | 1    | 3    | 1    | 2    | 7    | 8    | 2    | 3    | 3    | 1    | 15   | 11   |
| Tour de FranceTour    | 1    | –    | 7    | –    | 4    | –    | –    | 2    | –    | –    | 6    | –    | –    | –    |

| Monument                 | 1965 | 1966 | 1967 | 1968 | 1969 | 1970 | 1971 | 1972 | 1973 | 1974 | 1975 | 1976 | 1977 | 1978 |
| ------------------------ | ---- | ---- | ---- | ---- | ---- | ---- | ---- | ---- | ---- | ---- | ---- | ---- | ---- | ---- |
| Mailand–Sanremo          | –    | –    | 4    | –    | 61   | 45   | 2    | 64   | 3    | 1    | –    | 62   | 58   | 75   |
| Flandern-Rundfahrt       | –    | 10   | 4    | –    | 2    | 12   | –    | 17   | –    | –    | –    | 42   | –    | –    |
| Paris–Roubaix            | –    | 1    | –    | 20   | 4    | –    | 8    | –    | –    | –    | –    | –    | –    | –    |
| Lüttich–Bastogne–Lüttich | 24   | 17   | –    | –    | 7    | –    | 9    | –    | –    | –    | –    | –    | –    | –    |
| Lombardei-Rundfahrt      | –    | 1    | 2    | 7    | 11   | 2    | 9    | 3    | 1    | 11   | –    | 24   | –    | –    |

| Weltmeisterschaft   | 1965 | 1966 | 1967 | 1968 | 1969 | 1970 | 1971 | 1972 | 1973 | 1974 | 1975 | 1976 | 1977 | 1978 |
| ------------------- | ---- | ---- | ---- | ---- | ---- | ---- | ---- | ---- | ---- | ---- | ---- | ---- | ---- | ---- |
| StraßenrennenStraße | –    | 11   | 29   | 6    | –    | 3    | 2    | 10   | 1    | –    | 16   | 7    | 11   | –    |